# رئيس الكونغرس القاري
رئيس الكونغرس القاري والمعروف لاحقًا برئيس كونغرس الاتحاد ، هو المسؤول الرئيسي للكونغرس القاري ، وهو مؤتمر المندوبين الذين ظهروا كأول حكومة وطنية (انتقالية) للولايات المتحدة خلال الثورة الأمريكية. كان الرئيس عضوًا في الكونغرس تم انتخابه من قبل المندوبين الآخرين للعمل كمدير المناقشة محايد أثناء اجتماعات الكونغرس. صُمم ليكون موقفًا احتفاليًا إلى حد كبير دون تأثير كبير ، ولم يكن المكتب ذا صلة بالمكتب اللاحق لرئيس الولايات المتحدة. عند التصديق على مواد الاتحاد الكونفدرالي (الدستور الأول للأمة الجديدة) في مارس 1781 ، أصبح الكونغرس القاري كونغرس الاتحاد.
شغل أربعة عشر رجلاً منصب رئيس الكونغرس بين سبتمبر 1774 ونوفمبر 1788. من 9 من الولايات الثلاث عشرة الأصلية فرجينيا، ماساتشوستس ، بنسلفانيا، كارولاينا الجنوبية، كونيتيكت، ديلاوير، ماريلاند، نيو جيرسي، ونيويورك. كان متوسط العمر وقت الانتخاب 47 عاماً.

## الدور
بحسب تسميته، كان رئيس الكونغرس القاري منصبًا بسلطة محدودة. وأعطى الكونغرس القاري، الذي كان يخشى من تركز السلطة السياسية لدى فرد واحد، الرئيس مسؤولية أقل من مسؤولية المتحدثين في المجالس الأدنى في الجمعيات الكولونيالية. وخلافًا لبعض المتحدثين الكولونياليين، لم يتمكن رئيس الكونغرس، مثلًا، من وضع أجندا تشريعية أو القيام بتعيينات في اللجنة. لم يكن الرئيس يستطيع اللقاء بشكل خاص مع قادة أجانب، فلقاءات كهذه كانت تعقد مع اللجان أو الكونغرس بأكمله.
كانت الرئاسة منصبًا فخريًا إلى حد كبير. ولم يكن هناك راتب مقابله. والدور الرئيسي للمنصب كان ترأس اجتماعات الكونغرس، التي استوجبت وجود مشرف محايد خلال الجدالات. فحين يحول الكونغرس نفسه إلى لجنة لمناقشة القضايا الهامة، يتنازل الرئيس عن كرسيه إلى رئيس اللجنة. وحتى عندئذ، أثارت حقيقة أن الرئيس توماس مكين كان في الوقت نفسه يشغل منصب وزير عدل بنسلفانيا بعض الانتقادات حول أنه قد بات يتمتع بقوة كبيرة. وفقًا للمؤرخ جينينغز ساندرز، كانت انتقادات مكين تجهل عجز منصب رئيس الكونغرس.
كان الرئيس مسؤولًا أيضًا عن التعامل مع كم كبير من المراسلات الرسمية، إلا أنه لم يكن بوسعه الرد على أي رسالة دون أن يكون الكونغرس قد أمره بذلك. ووقع الرئيس أيضًا، دون أن يكتب، الوثائق الرسمية للكونغرس. قد تكون هذه القيود محبطة، لأن المندوب قد انخفض تأثيره بصورة كبيرة عند انتخابه رئيسًا.

حاجج المؤرخ ريتشارد بي موريس أنه، بالرغم من أن المنصب كان فخريًا، تمكن بعض الرؤساء من ممارسة بعض النفوذ: 
مع الافتقار إلى تفويض محدد أو إرشادات واضحة، كان باستطاعة رؤساء الكونغرس مع القليل من الحذر التأثير على الأحداث، ورسم أجندات للكونغرس ودفع الكونغرس للسير في اتجاهات اعتبروها ملائمة. والجزء الأكبر اعتمد على الرؤساء الذين كانوا يشغلون المنصب وجهوزيتهم لاستغلال فرص خاصة وفرتها لهم مناصبهم.
تناقصت أهمية الكونغرس، ورئاسته، بعد المصادقة على وثائق الكونفدرالية ونهاية الحرب الثورية. ورفض المندوبون المنتخبون للكونغرس بصورة متزايدة أن يشغلوا المنصب، وفضلت أبرز الشخصيات في كل ولاية أن تشغل منصبًا في حكومة الولاية، وواجه الكونغرس صعوبة في تأسيس نصاب قانوني. أراد الرئيس جون هانسون الاستقالة بعد مرور أسبوع واحد على تسلمه لمنصبه، إلا أن الكونغرس كان يفتقر إلى نصاب قانوني ليختار خلفًا، فبقي في منصبه. وجد الرئيس توماس ميفلين أنه من الصعب تصور أن ترسل الولايات ما يكفي من مندوبين إلى الكونغرس للمصادقة على معاهدة باريس لعام 1783. ولستة أسابيع من عام 1784، لم يأت الرئيس ريتشارد هنري لي إلى الكونغرس، وأمر عوضًا عن ذلك السكرتير تشارلز توماس بإرسال أي أوراق كانت تحتاج توقيعه.
انتخب جون هانكوك لولاية ثانية في شهر نوفمبر من عام 1785، على الرغم من أنه لم يكن آنذاك عضوًا في الكونغرس، وكان الكونغرس يدرك أنه من غير المرجح أن يحضر. ولم يتول منصبه قط، مشيرًا إلى حالته الصحية السيئة، ولو أنه ربما كان غير مهتم بالمنصب. أدى مندوبان، ديفيد رامسي وناثانييل غورهام، واجباته مع لقب «الرئيس». حين استقال هانكوك أخيرًا من منصبه في شهر يونيو من عام 1786، انتخب غورهام للمنصب. وبعد أن تقدم باستقالته في شهر نوفمبر من عام 1786، مرت أشهر قبل أن يجتمع عدد كاف من الأعضاء في الكونغرس لانتخاب رئيس جديد. في شهر فبراير من عام 1877، انتخب الجنرال آرثر سانت كلاير. أقر الكونغرس مرسوم الشمال الغربي خلال رئاسة سانت كلاير وانتخبه حاكمًا لمنطقة الشمال الغربي.
حين بدأ أشخاص من عدة ولايات بالمجادلة حول الدستور الأمريكي المقترح في الأشهر الأخيرة من العام 1787، وجد الكونغرس الفيدرالي نفسه قد تدهور إلى مكانة حكومة تصريف أعمال. لم يكن هناك حضور كاف لمندوبين لاختيار خليفة سانت كلاير حتى شهر يناير من عام 1788، حين انتخب الرئيس النهائي للكونغرس سيروس غريفين. تقدم غريفين باستقالته في 15 من شهر نوفمبر من عام 1788، بعد أن حضر مندوبان فقط الجلسة الجديدة للكونغرس.

## الولاية في المنصب
قبل المصادقة على الوثائق، شغل رؤساء الكونغرس مناصبهم لولايات دون فترة محددة، وكانت تنتهي الولاية عند تقدمهم بالاستقالة، أو حين كان الكونغرس ينتخب خلفًا حين لم يتقدموا باستقالة. حين لم يتمكن بيتون راندولف، الذي انتخب في شهر سبتمبر من عام 1774 ليترأس الكونغرس القاري الأول، من حضور الأيام الأخيرة للجلسة بسبب تدهور حالته الصحية، انتخب هنري ميدلتون ليحل محله. وعند اجتماع الكونغرس القاري الثاني في شهر مايو التالي، اختير راندولف مجددًا كرئيس، إلا أنه عاد إلى فرجينيا بعد أسبوعين ليترأس مجلس بورغسيس. انتخب جون هانكوك ليشغل المنصب الشاغر، إلا أن منصبه كان غامضًا بعض الشيء لأنه لم يكن واضحًا إذا ما كان راندولف قد تقدم باستقالته أو كان في إجازة. بات الأوضاع غير مريحة حين عاد راندولف إلى الكونغرس في شهر سبتمبر من عام 1775. واعتقد بعض المندوبين أنه كان يجب على راندولف أن يتنحى، لكنه لم يفعل ذلك، ولم تحسم المسألة إلا بوفاة راندولف المفاجئة في شهر أكتوبر ذاك.
خيم الغموض أيضًا على نهاية ولاية هانكوك. فقد غادر منصبه في شهر أكتوبر من عام 1777 لما اعتقد أنه إجازة ممددة، إلا أنه اكتشف عند عودته أن الكونغرس كان قد انتخب هنري لاورنس للحلول محله. كان هانكوك، الذي استمرت ولايته من 24 من شهر مايو من عام 1775 حتى 29 من شهر أكتوبر من عام 1777 (وه يمدة استمرت عامين و5 أشهر) الرئيس الذي شغل منصب رئاسة الكونغرس لأطول فترة.